# .bw
bw. دامنه اینترنتی کشور بوتسوانا است.